# Ripon (Wisconsin)
Ripon es una ciudad ubicada en el condado de Fond du Lac en el estado estadounidense de Wisconsin. En el Censo de 2010 tenía una población de 7.733 habitantes y una densidad poblacional de 593,94 personas por km².

## Historia
La ciudad fue fundada en el año de 1849 por David P. Mapes, un capitán de buques de vapor retirado; Mapes le puso el nombre de Ripon en honor a la ciudad inglesa de Ripon. En dos años la nueva ciudad absorbió la cercana comuna de Ceresco, fundada en 1844 por un grupo de seguidores del socialismo utópico de Charles Fourier.
En 1854 un pequeño grupo de treinta personas se reunieron en una escuela de la ciudad (que aún se conserva y es un monumento histórico) para fundar el primer Comité Local del Partido Republicano, por lo que la ciudad reivindica ser la "Cuna del Partido Republicano" (título o eslogan que aparece en las páginas oficiales del Gobierno local o municipal); dada la importancia que ese hecho le concede en la historia norteamericana. Ripon fue fundado por un grupo de masones.

## Geografía
Ripon se encuentra ubicada en las coordenadas 43°50′37″N 88°50′17″O / 43.84361, -88.83806. Según la Oficina del Censo de los Estados Unidos, Ripon tiene una superficie total de 13.02 km², de la cual 12.88 km² corresponden a tierra firme y (1.07%) 0.14 km² es agua.

## Demografía
Según el censo de 2010, había 7.733 personas residiendo en Ripon. La densidad de población era de 593,94 hab./km². De los 7.733 habitantes, Ripon estaba compuesto por el 94.75% blancos, el 0.66% eran afroamericanos, el 0.31% eran amerindios, el 0.78% eran asiáticos, el 0.03% eran isleños del Pacífico, el 2.57% eran de otras razas y el 0.91% pertenecían a dos o más razas. Del total de la población el 5.02% eran hispanos o latinos de cualquier raza.